# Pseudomonadales
Ordre
Les Pseudomonadales sont un ordre de bacilles Gram négatifs de la classe des Gammaproteobacteria. Son nom provient du genre Pseudomonas qui est le genre type de cet ordre.
Il contient des genres pathogènes pour l'être humain tels que Pseudomonas mais aussi Acinetobacter ou Moraxella.

## Liste de familles

### Familles validement publiées
Selon la LPSN (8 novembre 2022) :
- Moraxellaceae Rossau et al. 1991
- Pseudomonadaceae Winslow et al. 1917
- Ventosimonadaceae Lin et al. 2016

### Familles en attente de publication valide
Selon la LPSN (8 novembre 2022) :
- « Chlorobacteriaceae » Geitler & Pascher 1925
- « Methanomonadaceae » Breed et al. 1957
- « Siderocapsaceae » Pribram 1929
- « Thiobacteriaceae » Orla-Jensen 1909
- « Thiorhodaceae » Molisch 1907